# Кушелевский, Борис Павлович
Борис Павлович Кушелевский (1890—1976) — советский учёный-медик, терапевт, доктор медицинских наук (1939), профессор (1940).
Автор более 200 научных работ и 8 монографий, посвященных в основном клинике артритов, вопросам ревматизма, гипоксемии при недостаточности кровообращения, антикоагулянтной терапии, диагностики и лечения тромбозов и эмболий легочной артерии, инфаркта миокарда. Под его руководством защищено 48 диссертаций, в числе которых 10 докторских.

## Биография
Родился 8 января (20 января по новому стилю) 1890 года в Перми в еврейской мещанской семье. Отец, Павел (Овсей-Пейсах) Беньяминович Кушелевский, был владельцем шляпочного магазина. 
В 1914 году окончил медицинский факультет Казанского университета и был направлен на фронт Первой мировой войны. После Октябрьской революции, в 1918—1920 годах, служил в Красной Армии.
Когда окончилась Гражданская война, в 1920—1928 годах работал врачом на железной дороге в Свердловске, а затем руководил им же организованной кафедрой инфекционных болезней медицинского факультета Уральского университета (1935—1936 годы).
С 1937 по 1968 годы заведовал кафедрой факультетской терапии Свердловского медицинского института и одновременно в 1941—1947 годах был главным терапевтом Уральского военного округа.
В годы Великой Отечественной войны под его руководством впервые в СССР были испытаны и внедрены в практику лечения пневмоний и дизентерии сульфаниламидные препараты.
Являлся членом правления Всесоюзного терапевтического общества, Всероссийского терапевтического и кардиологического общества, редакционного совета журналов «Терапевтический архив», «Клиническая медицина», «Кардиология», редактором раздела «Внутренние болезни» во втором издании БМЭ.
Умер 3 февраля 1976 года в Свердловске. Похоронен на Широкореченском кладбище.

## Награды
- Был награжден орденами Красного Знамени, Красной Звезды (18.09.1943)[6] и Трудового Красного Знамени (дважды), а также медалями.
- Заслуженный деятель науки РСФСР (1969), лауреат Государственной премии СССР (1969).
- За монографию «Клиника ревматических и неревматических инфекционных артритов» Кушелевскому присуждена первая премия Всесоюзного комитета по борьбе с ревматизмом (1938)[1].